# Брувно
Брувно је насељено мјесто у општини Грачац, југоисточна Лика, Република Хрватска.

## Географија
Брувно се налази уз Личку магистралу између Грачаца и Удбине. Удаљено је од Грачаца око 15 км, а од Удбине око 22 км. У Брувну постоји раскршће према Доњем Лапцу и Бихаћу.

## Култура
У Брувну је сједиште истоимене парохије Српске православне цркве. Парохија Брувно припада Архијерејском намјесништву личком у саставу Епархије Горњокарловачке. У Брувну се налази храм Српске православне цркве Рођења Светог Јована Претече саграђен 1860. године, који је страдао у Другом свјетском рату, а дјелимично обновљен 1989. године.

## Историја
Живело је у месту 1847. године 2121 Срба православаца, а 1867. године пописано је стотинак више - 2219 душа.
Брувно се од распада Југославије до августа 1995. године налазило у Републици Српској Крајини. Током операције Олуја многи Срби су прогнани из Брувна.

## Становништво
Према попису из 1991. године, насеље Брувно је имало 292 становника, међу којима је било 288 Срба и 4 осталих. Према попису становништва из 2001. године, Брувно је имало 55 становника. Према попису становништва из 2011. године, насеље Брувно је имало 92 становника.
| Националност       | 1991. | 1981. | 1971. | 1961. |
| Срби               | 288   | 397   | 701   | 952   |
| Југословени        |       | 33    | 1     |       |
| Хрвати             |       |       |       | 4     |
| Муслимани          |       |       | 1     | 1     |
| остали и непознато | 4     | 2     | 8     |       |
| Укупно             | 292   | 432   | 711   | 957   |

| Демографија | Демографија | Демографија |
| Година      | Становника  | Становника  |
| ----------- | ----------- | ----------- |
| 1961.       | 957         |             |
| 1971.       | 711         |             |
| 1981.       | 432         |             |
| 1991.       | 292         |             |
| 2001.       | 55          |             |
| 2011.       |             | 92          |

## Попис 1991.
На попису становништва 1991. године, насељено место Брувно је имало 292 становника, следећег националног састава:
| Попис 1991.‍  | Попис 1991.‍  | Попис 1991.‍ | Попис 1991.‍ | Попис 1991.‍ |
| ------------ | ------------ | ----------- | ----------- | ----------- |
|              |              |             |             |             |
| Срби         | Срби         |             | 288         | 98,63%      |
| неопредељени | неопредељени |             | 1           | 0,34%       |
| непознато    | непознато    |             | 3           | 1,02%       |
| укупно: 292  |              |             |             |             |

## Знамените личности
- Илија Гутеша, српски трговац, политичар и добротвор
- Павле Обрадовић, свештеник Српске православне цркве
- Никола Плећаш, кошаркаш српског порекла, активан 1960-их и 1970-их, освојио светско злато и сребро 1970 и 1974, олимпијско сребро 1968.